# Atopsyche socialis
Atopsyche socialis är en nattsländeart som beskrevs av Oliver S. Flint Jr. 1967. Atopsyche socialis ingår i släktet Atopsyche och familjen Hydrobiosidae. Inga underarter finns listade i Catalogue of Life.